# Roblinella curacoae
Roblinella curacoae är en snäckart som först beskrevs av Brazier 1871.  Roblinella curacoae ingår i släktet Roblinella och familjen Charopidae. Inga underarter finns listade i Catalogue of Life.